# Domaine national français en Terre sainte
Le domaine national français en Terre sainte est un domaine français situé dans la ville de Jérusalem, en majorité à Jérusalem-Est, conquis le 7 juin 1967 par l'armée israélienne. Ce domaine regroupe des possessions appartenant à la France depuis le XIXe siècle.
Le domaine est géré et administré par le consulat général de France à Jérusalem.

## Description
Le domaine français regroupe quatre possessions dans la ville de Jérusalem :
- l'église du Pater Noster, ou Éléona, à Jérusalem-Est[2] : le domaine comprend, au sommet du mont des Oliviers, un cloître dont la construction débute dans les années 1870 et toujours inachevé et, en sous-sol, la grotte dite « du Pater » où, selon la tradition, Jésus-Christ a enseigné la prière du Notre Père à ses disciples.
- le monastère d'Abou Gosh, à l’ouest de Jérusalem[3] : cette ancienne commanderie hospitalière du XIIe siècle comprend une église et une crypte. Rénové par la France, le site accueille des moines et moniales bénédictins depuis 1976.
- le tombeau des Rois, à Jérusalem-Est[4] : bien que longtemps considéré comme le tombeau des rois de Judée, le site est probablement le tombeau d'Hélène d'Adiabène, reine juive de ce territoire au Ier siècle, et d'une trentaine d'autres personnes.
- l'église Sainte-Anne, à Jérusalem-Est[5] : le site comprend une église du XIIe siècle et ses abords, qui ont accueilli, selon la tradition, la maison des parents de la Vierge Marie, d'une part, et la piscine de Bethesda, d'autre part.

À l'exception du tombeau des Rois, site israélite, ces possessions sont de hauts lieux de la spiritualité chrétienne.

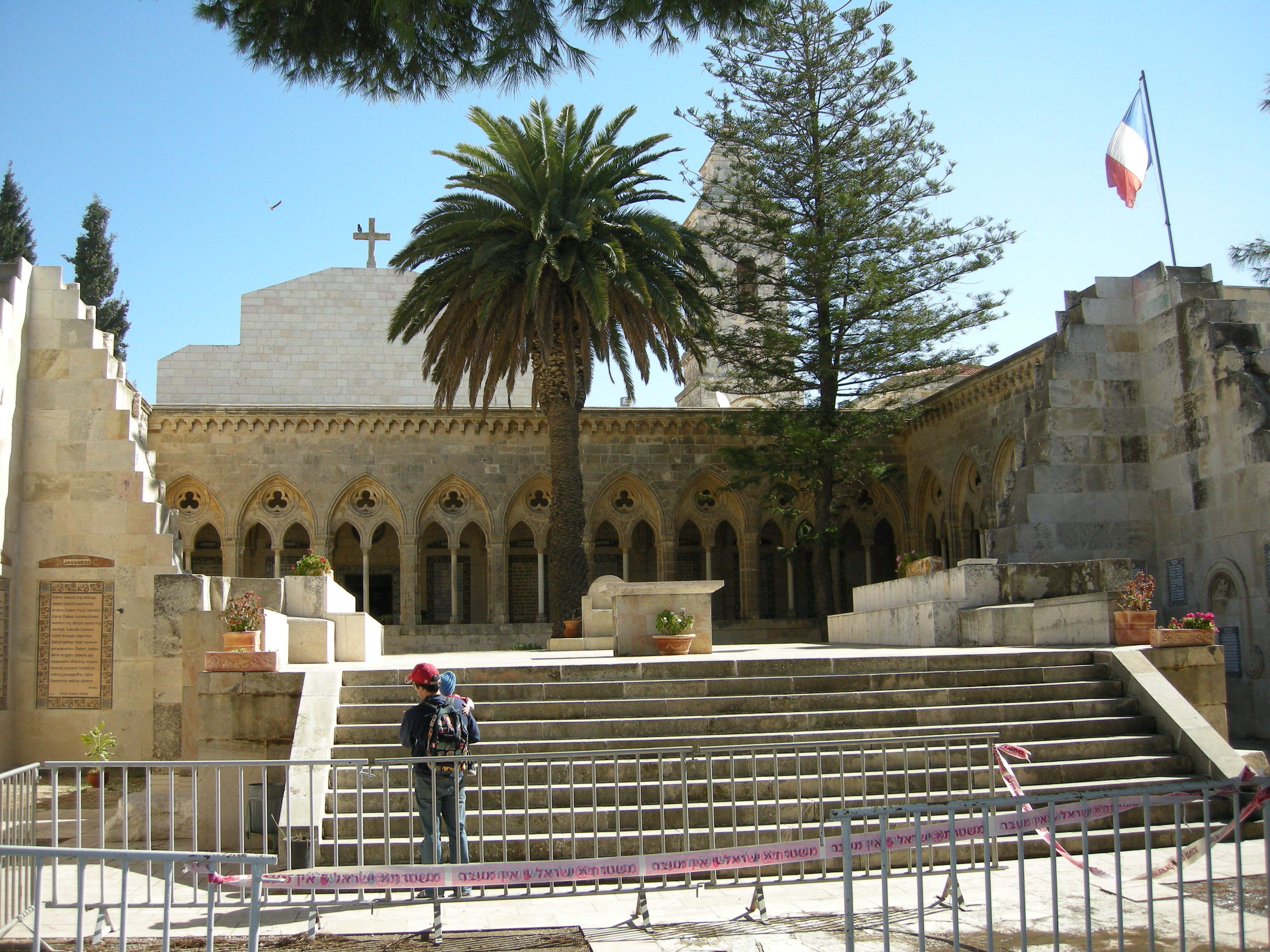
Église du Pater Noster.
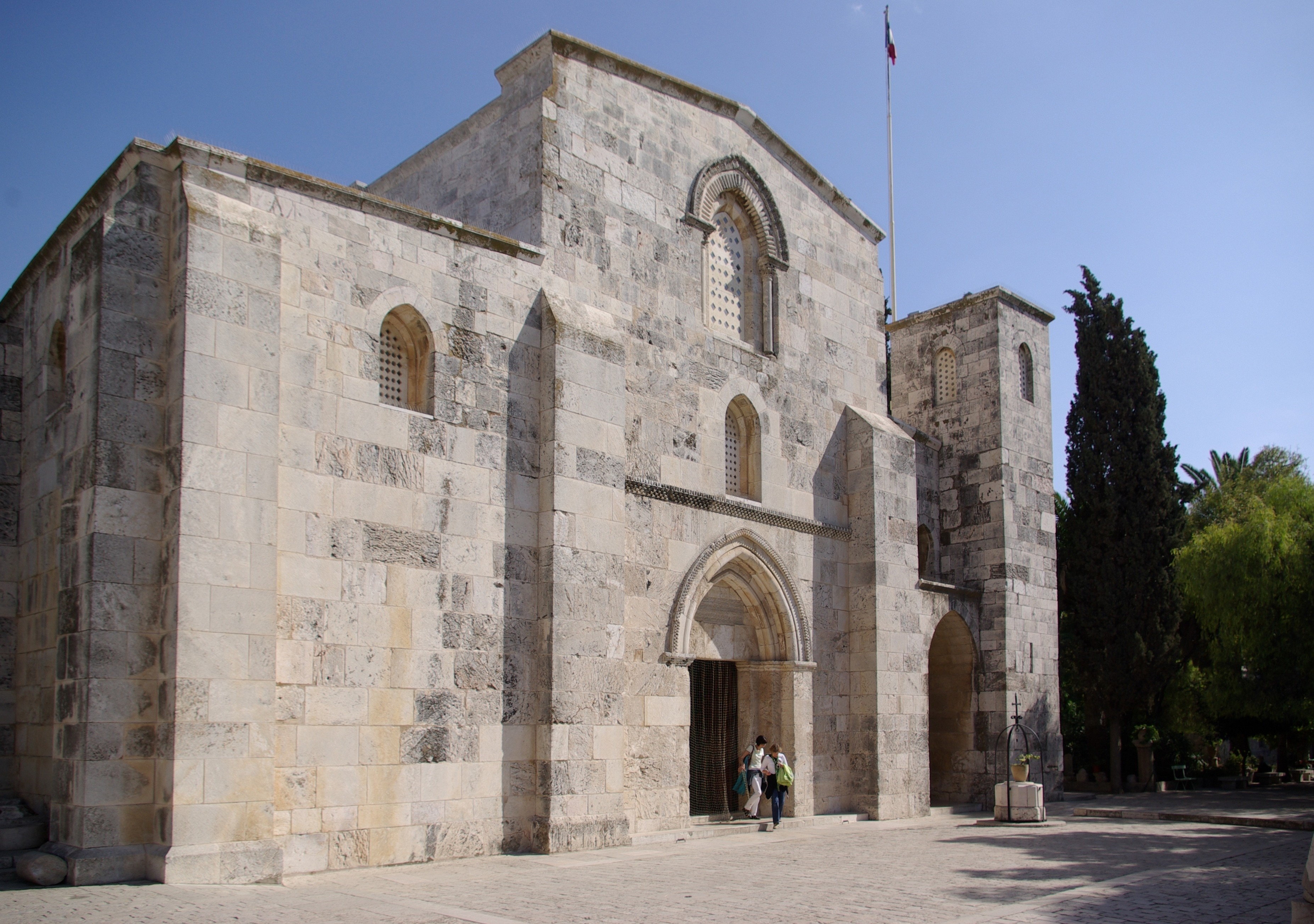
Église Sainte-Anne.
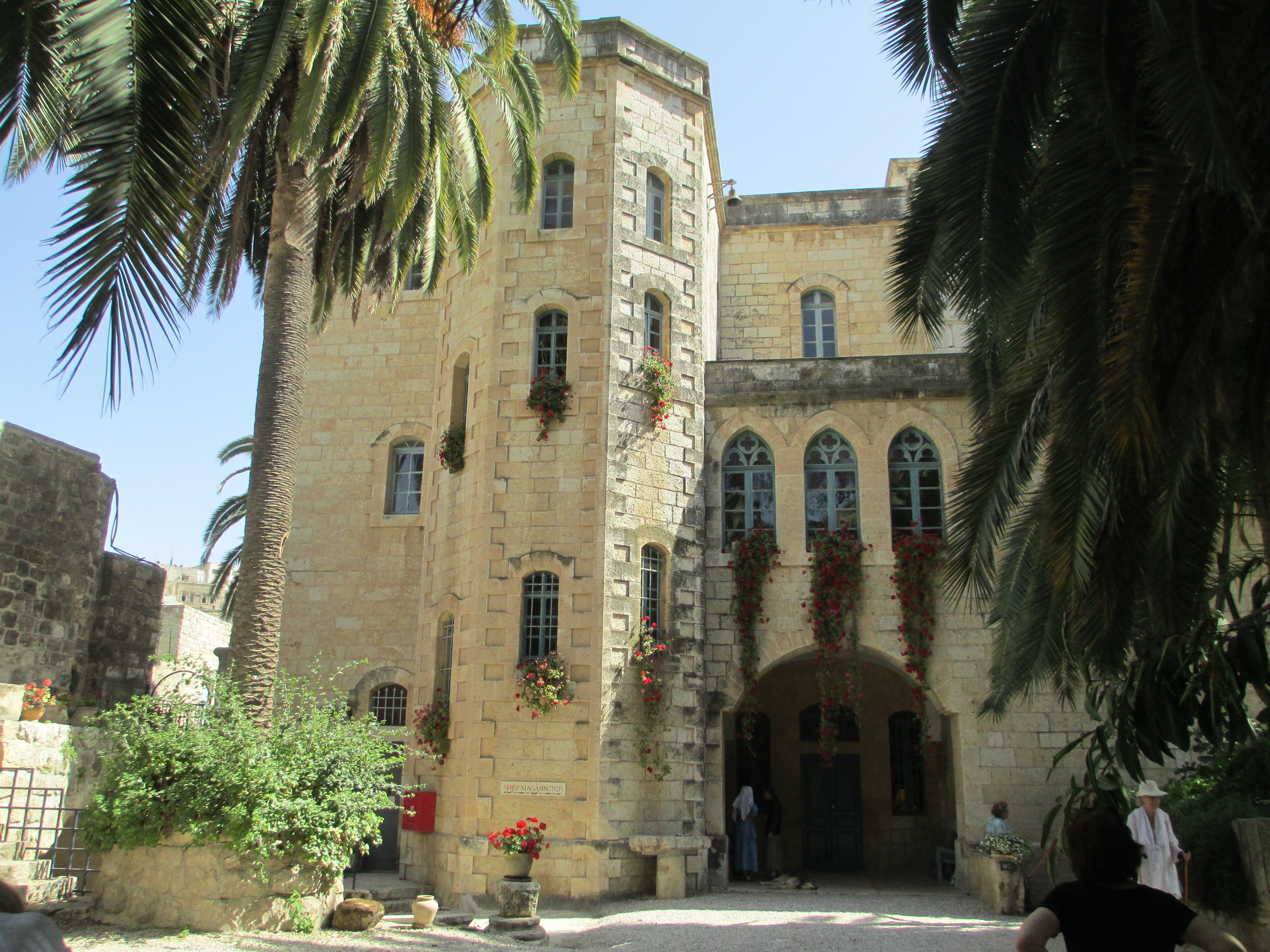
Monastère d'Abou Gosh.
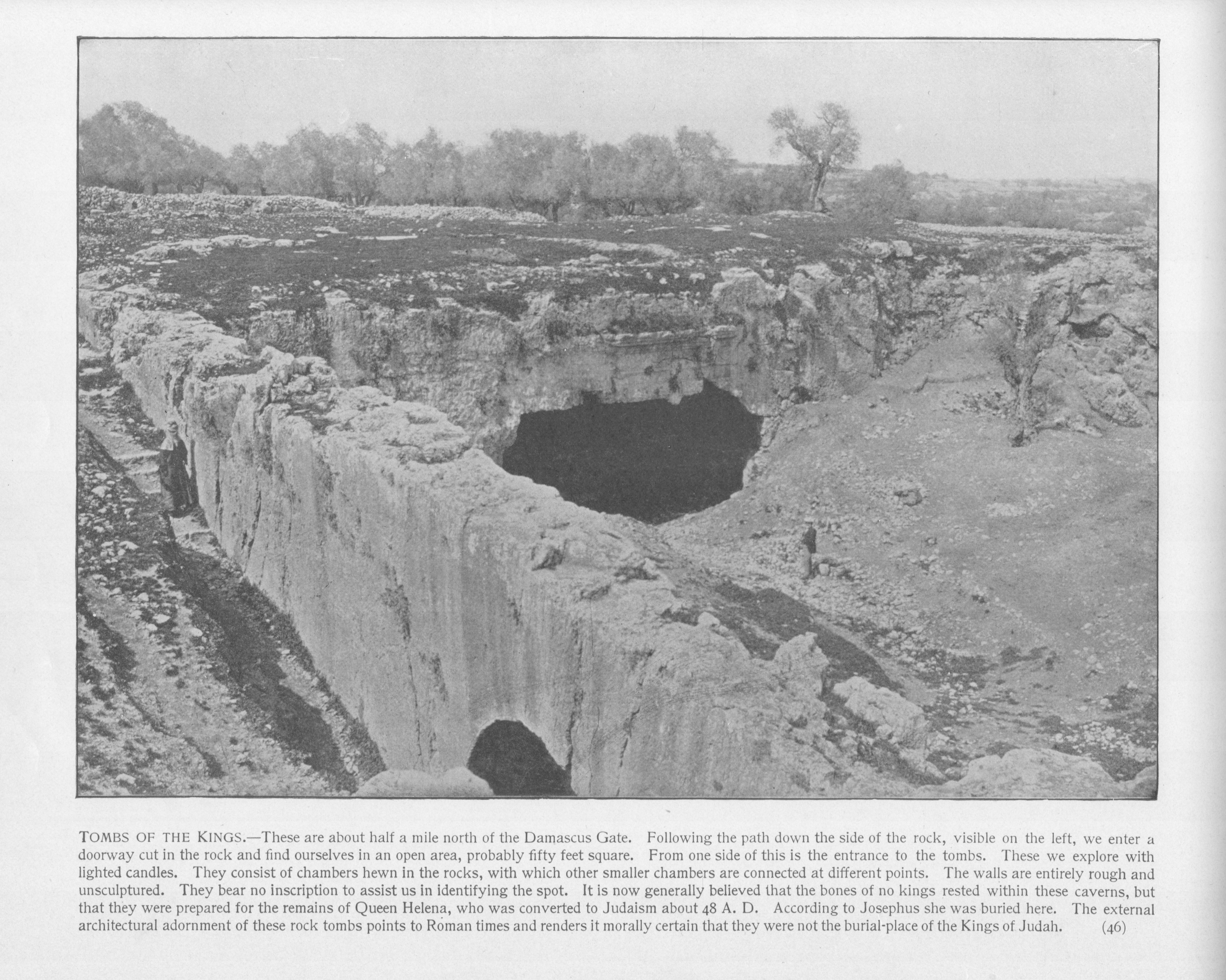
Tombeau des Rois.

## Historique

Le domaine national français vu dans le contexte géopolitique des accords d'armistice de 1949. Le corpus separatum, correspondant à la circonscription du consulat général de France à Jérusalem est aussi indiqué.

La présence française à Jérusalem remonte à l'époque des croisades. Après la chute des États latins d'Orient, elle se voit officialisée par les capitulations de 1536 passées entre l'empereur ottoman Soliman le Magnifique et le roi de France François Ier. Dans les années et siècles suivants, d'autres capitulations sont contractées entre les souverains des deux États visant la protection des pèlerins et des lieux saints en Palestine.
La première des possessions françaises est l'église Sainte-Anne. Elle est offerte à l'empereur Napoléon III par Abdülmecid Ier en 1856 en remerciement de l'intervention française lors de la guerre de Crimée qui vient de s'achever.
Le terrain où s'élève l'église du Pater Noster (ou Éléona) est acquis en 1856 par Héloïse de la Tour d'Auvergne qui y fait bâtir un monastère par l'architecte Eugène Viollet-le-Duc. La propriétaire en fait don à la France en 1868 .
Le tombeau des Rois est fouillé par des archéologues français à partir de 1863, avant d'être acquis par les frères Pereire, banquiers, en 1871. Ils font don du site en 1886 à l'État français « pour le conserver à la science et à la vénération des fidèles enfants d'Israël ».
Le monastère d'Abou Gosh est donné à la France en 1873 par le sultan Abdulaziz en compensation de la perte de l'église Saint-Georges de Lod, donnée aux Grecs orthodoxes deux ans auparavant.
Les possessions françaises n'ont jamais été remises en question par les autorités ottomanes, à partir de 1517, début de la conquête ottomane, les accords de Mytilène en 1901 puis ceux de Constantinople (en) en 1913 ayant confirmé le « protectorat » de la France sur ces territoires et ce, jusqu'à la conquête de la Palestine par les forces britanniques en décembre 1917. 
Ceux-ci ont été confirmés par les successeurs de l'Empire ottoman : les autorités britanniques jusqu'en 1948, l'État d'Israël, apparu après la déclaration d'indépendance du 14 mai 1948 portant création de l'État d'Israël, reconnu de facto par la France le 24 janvier 1949 (au vu de la lettre signée, au nom de Robert Schumann, ministre des Affaires étrangères, par Jean Chauvel, secrétaire général du Ministère des Affaires étrangères, adressée au représentant à Paris du gouvernement provisoire d'Israël, Maurice Fischer) puis reconnu de jure par la France le 20 mai 1949 et l'autorité palestinienne, créée en janvier 1993 et qui a reconnu les droits de la France, après discussions en 1997. 
En réponse à un parlementaire, la France confirme en 2024 sa mission de « protection des communautés religieuses catholiques en Terre sainte, [qui] ont été reconnus par les autorités israéliennes et palestiniennes et sont ainsi toujours en vigueur ».
Selon Frédéric Encel, géopolitologue et spécialiste du conflit israélo-palestinien, « un policier ou un soldat en armes d’un autre pays n’a pas le droit d’y rentrer sans l’accord du consulat français », cependant selon Gérard Araud, ancien ambassadeur de France en Israël, ce domaine ne constitue pas, à la différence d’un consulat une « emprise diplomatique » aux termes notamment de la Convention de Vienne.

### Incidents
Le 22 octobre 1996, un incident se produit lors d'un voyage officiel de Jacques Chirac, président de la République française, à Jérusalem. Les soldats israéliens sont présents à l'intérieur de l'église Sainte-Anne. Jacques Chirac prononce cette phrase à leur encontre : « I don't want people with arms in France » (« je ne veux pas de personnes armées en France »). Cet incident est souvent confondu avec un précédent incident, bien plus médiatisé, qui a lieu la même journée mais qui est en réalité sans lien avec la présence israélienne sur le domaine français. 
Le 22 janvier 2020, un incident similaire se produit à l'église Sainte-Anne lors d'une visite présidentielle d'Emmanuel Macron.
Le 7 novembre 2024, alors que le ministre français des Affaires étrangères, Jean-Noël Barrot, s'apprête à visiter le lieu, la police israélienne pénètre armée sur le site d’Éléona sans autorisation de la France et en refusant ensuite d'en sortir. Elle y arrête deux gendarmes du Consulat général de France à Jérusalem, disposant d'un statut diplomatique,. L'un des deux est empoigné de force et mis au sol avant d'être embarqué dans une voiture de police. Cet événement provoque un incident diplomatique et la convocation, le 12 novembre 2024, de l'ambassadeur d'Israël à Paris,,.